# Giuseppe Taglietti
Giuseppe Taglietti (Asti, 16 agosto 1841 – Torino, 31 gennaio 1920) è stato un magistrato e politico italiano.